# Христофоров, Александр Христофорович
Христофоров Александр Христофорович (9 сентября 1838, Гришино, Цивильский уезд, Казанская губерния — 31 декабря 1913, Кларан, Швейцария) — русский революционер, публицист. Основатель и один из редакторов газеты «Общее дело» (1877-90, Женева, Швейцария).

## Биография
Родился в селе Гришино Старо-Табердинской волости Цивильского уезда. Был внебрачным сыном вольноотпущенной крестьянки Меланьи Никифоровны Христофоровой. Мать перевела сына в Казань и определила его в Первую Казанскую мужскую гимназию.
В 1857 поступил на историко-филологический факультет Казанского университета. Интересовался произведениями революционных демократов А. И. Герцена, Н. П. Огарева, Н. Г. Чернышевского, Н. А. Добролюбова.
В 1860 году вступил в революционный кружок. В 1861 исключён из университета за участие в студенческих волнениях. В дальнейшем выслан в город Саратов, где в 1862 году организовал революционный кружок, связанный с обществом «Земля и воля», затем с Ишутинским кружком (Москва). Устраивал артели рабочих, занимался революционной пропагандой среди интеллигенции и учащихся. В 1864 году арестован, в декабре Христофоров был сослан в город Пинегу, затем в город Шенкурск Архангельской губернии в 1865 году под надзор полиции (освобождён в 1873).
В 1875 году эмигрировал. Основал и редактировал газету «Общее дело», которую издавал с 1877 по 1890 год в городе Женева (Швейцария). Как редактор поддерживал связи с российскими народническими кружками, социал-демократической группой «Освобождение труда»; сотрудничал с либеральным журналом «Освобождение» (1902-05), публиковался в «Книжках Освобождения» (1903-04).
Похоронен на кладбище города Кларан в Швейцарии.